# Токарівська (мінеральна вода)
«Токарівська» — хлоридно-натрієва мінеральна вода Юрського горизонту крейдового періоду з околиць однойменного села Токарі Лебединського району Сумської області (Україна). У 2010 році визнана Одеської дослідною лабораторією унікальною за своїми лікувальними властивостями.[джерело?] Мінералізація — 7,79-9,09 г/дм³. Глибина артезіанського джерела — 1096—1111 м. Застосовується для пиття і для ванн. Рекомендована при розладах обміну речовин, захворюваннях органів травлення, сечовивідних шляхів, серцево-судинної системи.

## Хімічний склад
1000 г води «Токарівська» містить:
- Натрій+Калій: 2,9949 г
- Кальцію: 0,0300 г
- Магнію: 0,0134 г
- Хлору: 4,1843 г
- Сульфату: 0,0658 г
- Карбонату: 0,0420 г
- Гідрокарбонату: 0,7381 г